# Ведмежик
Ведме́жик — гора в Українських Карпатах, в гірському масиві Горгани, на хребті Довбушанка. Розташована на схід від села Бистриці Надвірнянського району Івано-Франківської області. 
Висота — 1737 м. Північний схил дуже крутий, місцями з урвищами. Південно-східний та західний схили пологі, ними можна пройти відповідно до вершин Довбушанка (1754 м) та Пікун (1657 м). 
Вершина і схили гори, як і інші гори хребта Довбушанки, покриті кам'яними осипищами, місцями порослими жерепом. При південному схилі розташовані витоки річки Зубрівки (Зелениці), притоки Бистриці-Надвірнянської. 
Гора розташована в межах природного заповідника «Горгани». Хребет характерний пологими південними та крутішими північними схилами. Значні площі цих гірських схилів покриті хвойними лісами. По наближенню до вершин можна спостерігати, як сосни поступово змінюються ялинами, а лишайники витісняють різнотрав'я. З південно-східного боку і частково з заходу, схили досить пологі.

## Фотографії

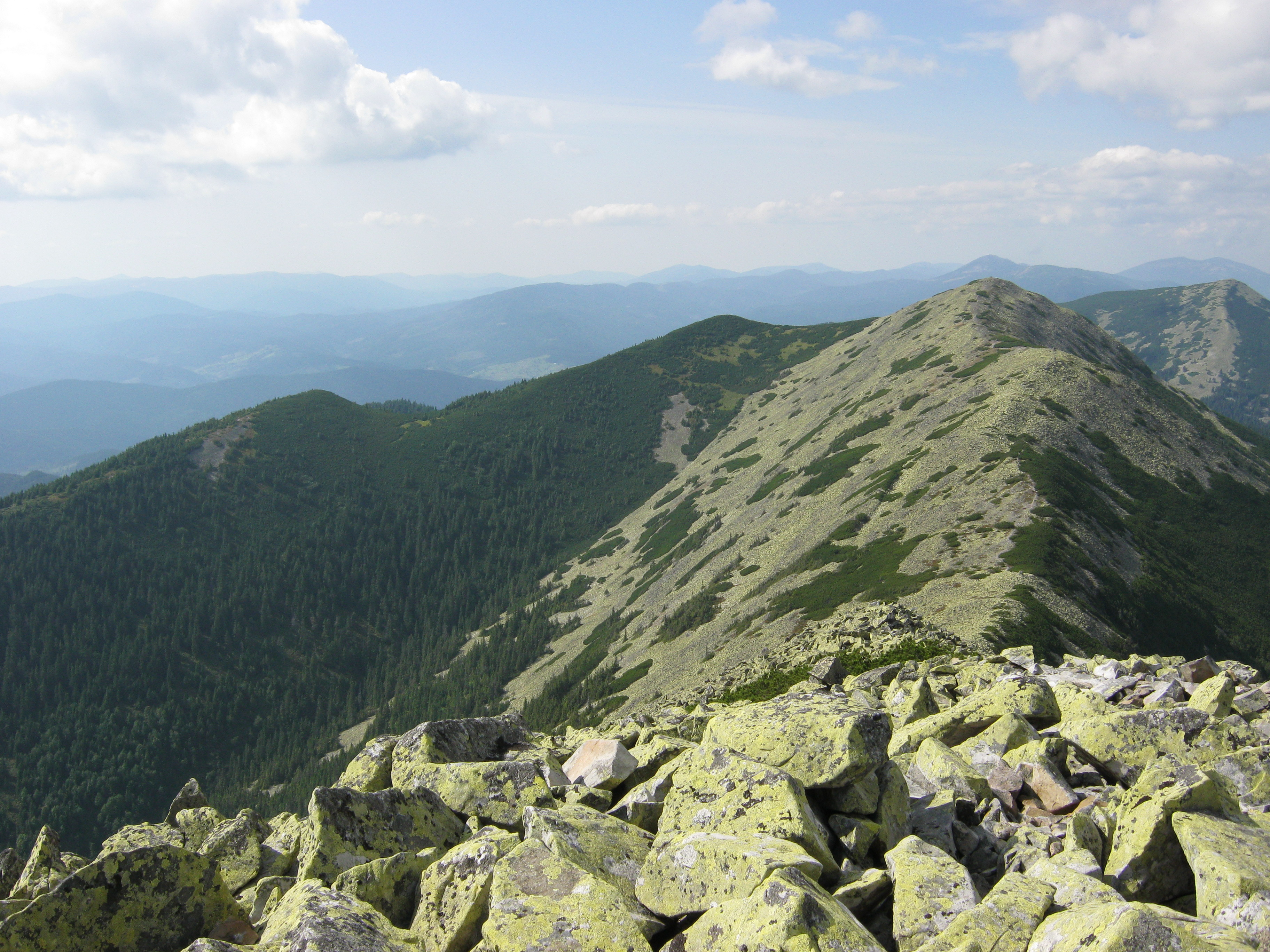
Південні схили Ведмежика і локальна вершина Вижна (1634 м)
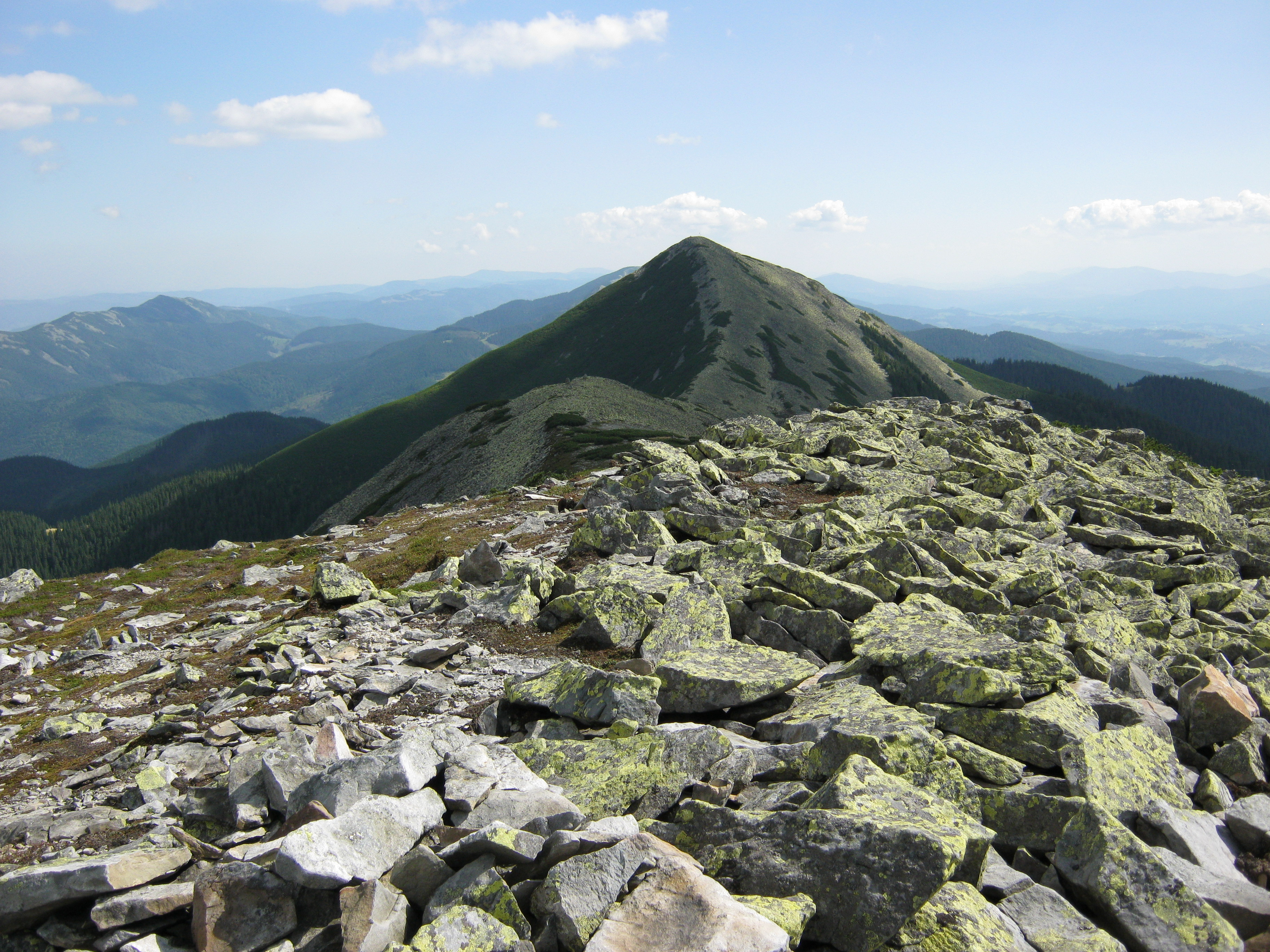
Вигляд з вершини Ведмежика на Довбушанку